# Lansdowne Football Club
El Lansdowne Rugby Football es un equipo de rugby de Irlanda con sede en la ciudad de Dublín en la provincia de Leinster.
Participa en la All-Ireland League, el principal torneo de rugby de la Isla de Irlanda, el torneo que agrupa a equipos tanto de la República de Irlanda como los de Irlanda del Norte.

## Historia
Fue fundada en 1872 por Henry Dunlop con el nombre Irish Champion Athletic Club, desde 1891 participa en la Leinster Senior Cup, la cual ha obtenido 28 veces, consolidándose como el equipo más exitoso en la provincia de Leinster.
Desde el año 1990 compite en la All-Ireland League en la cual ha logrado tres campeonatos, el último el año 2018.
En su larga historia ha formado más de 100 jugadores para la Selección de rugby de Irlanda y cerca de diez jugadores de los British and Irish Lions, entre ellos, Shane Horgan y Gordon D'Arcy en 2005 y 2009.

## Palmarés
- All-Ireland League (3): 2012-13, 2014–15, 2017-18

- Copa de Irlanda (8): 1921–22, 1928–29, 1929–30, 1930–31, 2017-18, 2019-20, 2021-22, 2024-25

- Leinster Senior Cup (28):     1890-91, 1900-01, 1902-03, 1903-04, 1921-22, 1926-27, 1927-28, 1928-29, 1929-30, 1930-31, 1932-33, 1948-49, 1949-50, 1952-53, 1964-65, 1971-72, 1978-79, 1979-80, 1980-81, 1985-86, 1988-89, 1990-91, 1996-97, 1997-98, 2007-08, 2016-17, 2017-18, 2018-19

- Leinster Senior League (11): 1973-74, 1976–77, 1980–81, 1985–86, 1986–87, 1987–88, 1997–98, 2001–02, 2017–18, 2018–19, 2021–22

## Jugadores destacados
- Gordon D'Arcy
- Eric Elwood
- Des Fitzgerald
- Barry McGann
- Shane Horgan
- Moss Keane
- Michael Kiernan
- Michael Quinn
- Robin Roe
- Conor O'Shea